# Chiojdeanca
Chiojdeanca is een Roemeense gemeente in het district Prahova.
Chiojdeanca telt 1840 inwoners.